# Poggibonsi
Poggibonsi è un comune italiano di 28 166 abitanti della provincia di Siena in Toscana. È importante centro agricolo e commerciale e sede di varie industrie. Sorge nel territorio dell'Alta Val d'Elsa alle propaggini occidentali delle Colline del Chianti, dove sono molto diffuse la coltivazione della vite e dell'olivo. Parte del territorio comunale rientra nell’area di produzione del Chianti Classico, oltre che del Chianti.

## Geografia fisica

### Territorio
- Classificazione sismica: zona 3 (sismicità bassa), Ordinanza PCM 3274 del 20/03/2003

### Clima
- Classificazione climatica: zona D, 1984 GR/G
- Diffusività atmosferica: alta, Ibimet CNR 2002.

## Storia
Dal punto di vista geologico, il territorio di Poggibonsi si è formato nel terziario recente e soprattutto nel Pliocene. I primi reperti di insediamenti umani nel territorio sono preistorici (Neolitico), i più importanti però risalgono all'epoca etrusco-romana, come testimoniano le numerose piccole necropoli sparse a breve distanza dall'attuale abitato sui colli del circondario in direzione nord, nord-est, da cui tra l'altro proviene la più ricca quantità di ceramica attica dell'intera Valdelsa. L'origine dei toponimi conserva tracce della presenza dell'uomo in epoca antica: se Talciona ci rimanda al mondo etrusco, come lo stesso Marturi (Maris, nome etrusco per Marte o Mars-Turan in etrusco la diade Marte-Venere), i nomi di Luco (lucus: bosco sacro), Megognano, Gavignano, Cedda, Cinciano, Sornano e Gaggiano sono di origine latina; stessa origine ha la rete stradale.
Alla fine dell'epoca antica (età gota), risalgono le case in terra individuate negli scavi all'interno delle mura medicee sul "poggio di bonizzo", seguite dagli insediamenti in capanne dell'età longobarda e franca. Ad ogni modo il principale incremento demografico dato all'espansione dei nuclei abitati si verifica fra il X e il XII secolo quando Poggibonsi, in seguito al nuovo tracciato della Via Francigena, venne a trovarsi direttamente inserito su questa fondamentale arteria stradale.
Ed è nel X secolo che comincia lo sviluppo di Borgo di Marte, detto in seguito Marturi, poi Borgo Vecchio, oggi Poggibonsi. Svariate sono le teorie degli storici intorno all'origine dell'antico Borgo Marturi: la più certa è oggi quella etrusca, nonostante la leggenda lo voglia sorto per mano di alcuni soldati romani scampati alla disfatta di Catilina, avvenuta a Pistoia nel 62 a.C.
Attorno all'anno 1010 risale l'origine del borgo di Camaldo, che si estendeva dalla Villa Pasquini fino alla chiesa di Santa Maria a Camaldo, incorporata poi nel Convento di San Lucchese, per giungere a comprendere forse anche alcune case coloniche che guardano Calcinaia. Saranno proprio questi due borghi insieme alla popolazione di Talciona, Santa Agnese, Papaiano, Gavignano, San Lorenzo in Pian dei Campi e Siena, con la protezione del conte Guido Guerra II a iniziare nel 1155 (o 1156), su di un colle ("poggio") di grande importanza strategica, l'edificazione della città di Poggiobonizio (nome di Bonizzo Segni, signore del luogo).

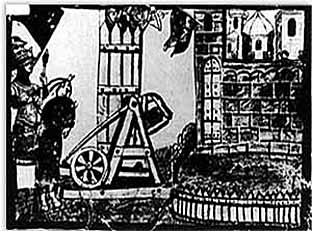
Assedio di Carlo d'Angiò a Poggiobonizio

Questa superba città ghibellina, proclamata "città imperiale" da Federico II di Svevia nel 1220, che, secondo il Villani, era fra le più belle d'Italia, prosperò per soli 115 anni: infatti, essendo di ostacolo all'espansione di Firenze, dopo alterne vicende, nel mese di novembre del 1270 venne conquistata dalle armate fiorentine e napoletane, appoggiate da un forte contingente di soldati francesi e capitanate da Bertoldo Compagnoni e dal Duca di Monfort, dopodiché i fiorentini "comprarono" dai francesi il diritto alla distruzione della città. Mentre i ricchi mercanti riuscirono a fuggire nottetempo, vi restarono invece i meno facoltosi e il popolo minuto. I vincitori però obbligarono i vinti a scendere alle falde del poggio e ad amalgamarsi alla popolazione ancora residente nel più antico Borgo Marturi.
Dopo il 1270 questa terra cessò di essere conosciuta col nome di Marturi o Borgo Vecchio ed ereditando il nome dal "Nobile Castello" adottò quello di Poggibonsi che ancora mantiene.
La città trecentesca nata dall'ampliamento di Borgo Marturi aveva una cinta muraria lunga poco più di un chilometro, con quattro porte (Porta S. Maria detta delle Chiavi dopo la consegna della chiavi all'imperatore Arrigo VII di Lussemburgo il 6 gennaio 1313, Porta del Poggiarello, Porta S. Jacopo detta di Sotto e Porta Ad Cornetum detta di San Lorenzo) e 26 torri. La sua struttura urbana antica è ancora oggi rintracciabile almeno nelle linee fondamentali.
Con la pace di Fucecchio, del 12 luglio 1293, Poggibonsi fu annessa al territorio fiorentino anche se non mancarono occasioni di rivolta. Così nel 1313, con la discesa in Italia dell'imperatore Arrigo VII di Lussemburgo, si tentò una riedificazione di Poggiobonizio (col nuovo nome Monte Imperiale) che fu interrotta a causa della morte dello stesso Imperatore, avvenuta a Buonconvento il 24 agosto 1313.
Da questa data, fino all'invasione napoleonica, Poggibonsi rimase sotto l'influenza di Firenze, di cui seguì le sorti.
Nonostante ciò, fin dal 1300, il Comune si era dato un proprio statuto mantenendo una certa autonomia, con un capitano di parte guelfa, un Podestà, sei Governatori e un Consiglio Generale. Del 1488 è la fortezza del Poggio Imperiale, grandiosa opera militare testimone del passaggio dall'epoca delle armi bianche alla rivoluzione della polvere da sparo, con i primi bastioni della cinta muraria della città mai portata a compimento e della relativa fortezza, voluta da Lorenzo il Magnifico e costruita coi nascenti criteri della fortificazione alla moderna su disegno e sotto la direzione di Giuliano ed Antonio da Sangallo. Questa non fu mai portata a termine in seguito alla definitiva sottomissione di Siena a Firenze e alla conseguente perdita del valore strategico-militare di Poggibonsi.
Con la dominazione spagnola del Seicento e il regno dei Lorena del secolo successivo iniziarono le prime forme di industrializzazione; l'occupazione francese del XIX secolo ispirò una parvenza di idea rivoluzionaria che contribuì all'unificazione politica dell'Italia portando alla città un lieve benessere economico con Firenze capitale.
Il XX secolo ha portato cambiamenti a Poggibonsi. Nella Seconda Guerra mondiale a causa della sua posizione strategica fu quasi completamente rasa al suolo, tanto da far conferire alla città la medaglia di bronzo al valor civile dal Gronchi il 26 luglio 1961. In seguito ci fu una ricostruzione urbanistica e strutturale che ha dato un volto nuovo alla città. Il "boom economico" diede un'intensa attività commerciale (basata sui vini Chianti) e ci fu il consolidamento di svariati settori industriali soprattutto nella produzione di camper, di cui la città è seconda produttrice in Toscana e per cui è nota in Italia.

### Simboli
Lo stemma è stato riconosciuto con DPCM del 6 febbraio 1962.
La tradizione vuole che la figura del leone sia stata concessa nel XIV secolo dall'imperatore Enrico VII di Lussemburgo che riedificò e fortificò il castello di Poggiobonizio e diede ampi privilegi agli abitanti ritenuti favorevoli alla causa ghibellina. Il capo venne in seguito aggiunto come segno di omaggio al partito guelfo di Roberto d'Angiò, re di Napoli e grande oppositore di Arrigo VII.
Il gonfalone, concesso con DPR del 9 marzo 1962, è un drappo di rosso.

## Monumenti e luoghi d'interesse

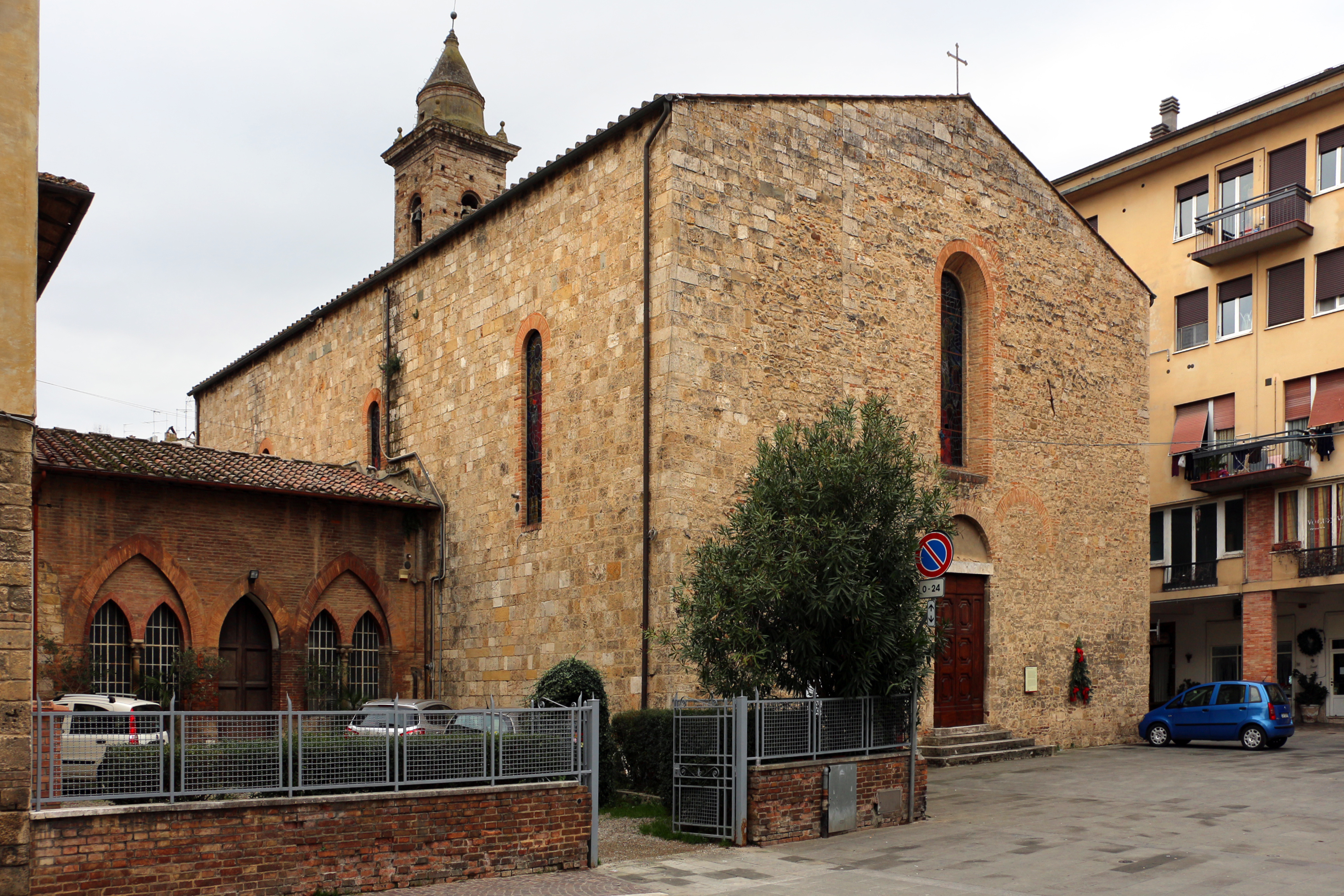
Chiesa di San Lorenzo

### Architetture religiose
- Collegiata di Santa Maria Assunta
- Chiesa di San Giovanni in Jerusalem alla Magione
- Chiesa di San Lorenzo
- Santuario di Santa Maria al Romituzzo
- Convento di San Lucchese
- Chiesa di San Giuseppe
- Chiesa dello Spirito Santo
- Chiesa di Santa Maria Assunta a Staggia Senese
- Chiesa Nostra Signora di Lourdes a Bellavista
- Chiesa di Santa Maria Maddalena a Castiglioni
- Chiesa di San Pietro a Cedda
- Chiesa di Santa Maria Assunta a Lecchi di Staggia
- Chiesa di San Donato a Gavignano
- Chiesa di San Martino a Luco
- Chiesa di Sant'Andrea a Papaiano
- Chiesa di Santa Maria a Talciona
- Abbazia di San Michele Arcangelo a Marturi

### Architetture civili
- Fonte delle Fate
- Teatro Politeama
- Teatro Verdi

### Architetture militari
- Castello della Badia
- Fortezza di Poggio Imperiale
- Castello della Magione
- Castello di Staggia Senese

## Società

### Evoluzione demografica
Abitanti censiti

### Etnie e minoranze straniere
Secondo i dati ISTAT al 31 dicembre 2015 la popolazione straniera residente era di 3 247 persone. Le nazionalità maggiormente rappresentate in base alla loro percentuale sul totale della popolazione residente erano:

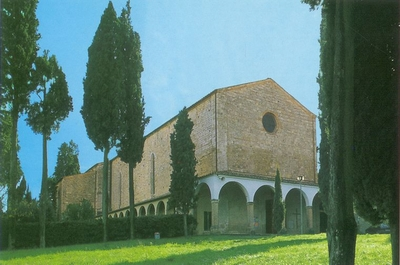
Convento di San Lucchese

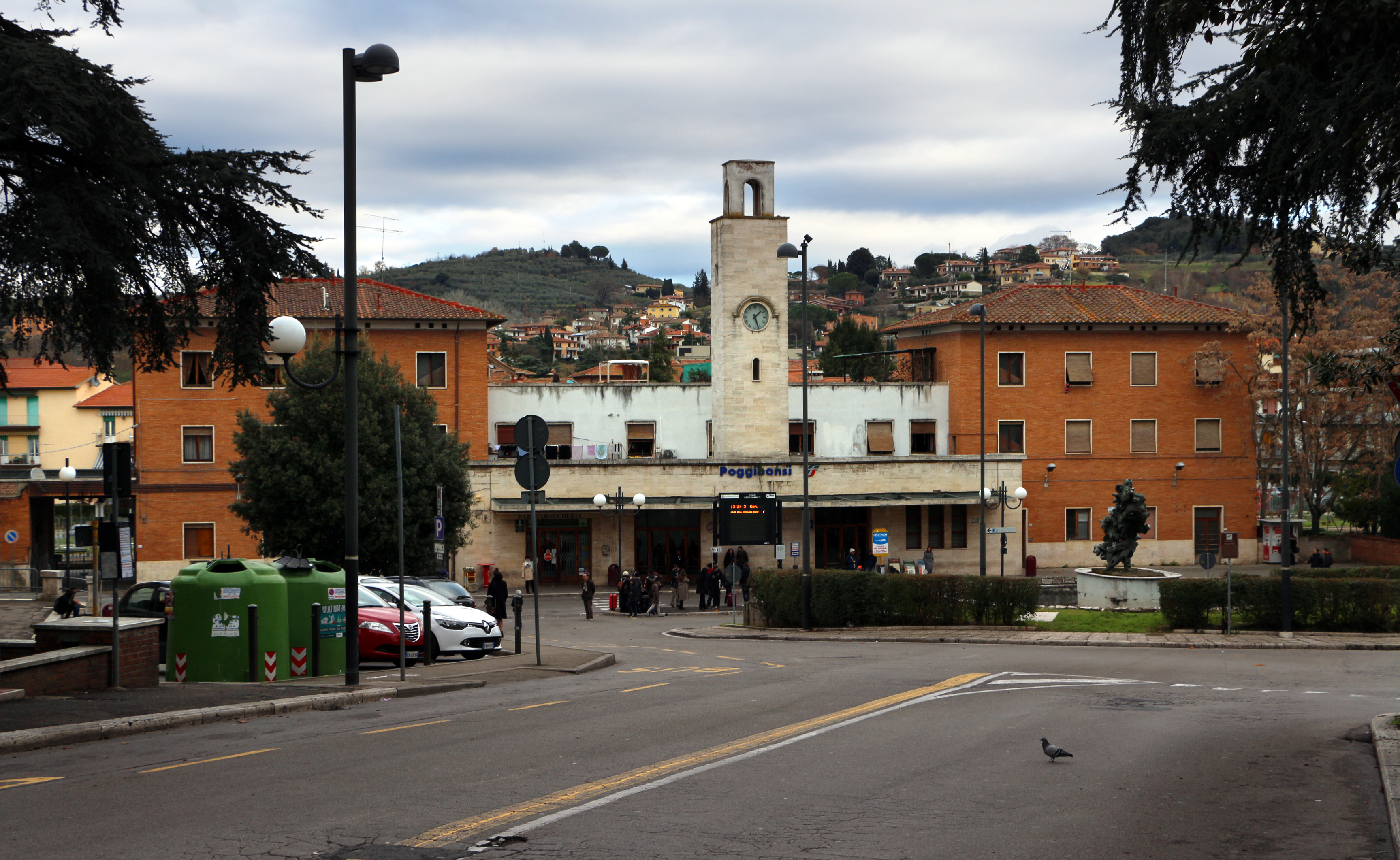
Stazione ferroviaria prima del completo restauro della piazza del 2018/2019

- Albania 803 2,75%
- Senegal 560 1,92%
- Romania 517 1,77%

## Cultura

### Musei
- Parco archeologico di Poggibonsi
- Museo di paleontologia Francesco Costantino Marmocchi

### Biblioteca
- Biblioteca Comunale Gaetano Pieraccini

### Eventi
Festa di San Lucchese
Festa del patrono di Poggibonsi. Si svolge ogni 28 aprile, anniversario della morte del Santo, sulla collina dove sorge la Basilica di San Lucchese.

#### Campionaria della Valdelsa
Manifestazione fieristica che si svolge a Poggibonsi nel periodo a cavallo tra settembre e ottobre organizzata dalle Associazioni di categoria: Confcommercio, C.N.A., Confesercenti, Confederazione Italiana Agricoltori, Unione Provinciale Agricoltori, Federazione Provinciale Coltivatori Diretti e Artigianato Senese.
L'evento, utilizzato per far conoscere all'esterno le potenzialità della Valdelsa, è un'importante vetrina in cui trovano spazio numerosi settori: dall'oggettistica all'arredamento, dall'abbigliamento ai prodotti agro-alimentari ed enogastronomici, dall'informatica all'elettronica al settore automobilistico e nautico.

## Geografia antropica

### Frazioni
Il territorio comunale di Poggibonsi è composto, oltre che dal capoluogo comunale, da altre due frazioni maggiori:
- Bellavista (135 m s.l.m., 1 540 abitanti)
- Staggia Senese (168 m s.l.m., 2 548 abitanti)

### Altre località del territorio
Numerose sono inoltre le località minori sparse per tutto il comune, alcune delle quali di significativa importanza in quanto borghi storici che furono in passato nuclei castellani, comuni e comunelli di età medievale. Tra i più importanti, si ricordano: Case Bolzano, Castiglioni, Cedda, Cinciano, Gavignano, Lecchi di Staggia, Luco, Montemorli, Papaiano, Piandicampi, Sant'Antonio del Bosco e Talciona.

## Economia
Poggibonsi fin dal medioevo, quando già la città svolgeva la funzione di emporio sulla Via Francigena, ha sempre avuto una particolare vocazione commerciale che l'ha posta al centro degli scambi economici transitanti per la Valdelsa.
Attualmente la città, che vanta una invidiabile percentuale di occupazione, è il capoluogo del Distretto Industriale dell'Alta Valdelsa, che comprende nel suo territorio anche i comuni di Colle di Val d'Elsa, San Gimignano, Casole d'Elsa, Barberino Tavarnelle e Certaldo, ed è un punto di riferimento occupazionale di un vasto bacino che interessa le province di Firenze, Siena e Pisa.
Se per tutto il periodo che va dal "boom economico" agli anni ottanta la produzione locale era stata sostanzialmente monotematica e incentrata sul settore del mobile e dell'arredamento, attualmente è invece possibile trovare aziende che si occupano di settori che spaziano dal caravanning, (a Poggibonsi e nei comuni limitrofi è concentrato oltre il 90% della produzione nazionale di camper e caravan), alla meccanica (in particolare macchine per la lavorazione del legno e per l'edilizia). Resta comunque ancora molto viva la vocazione della zona a produrre mobili e complementi per l'arredamento.Ad oggi il settore industriale preponderante a Poggibonsi, ed in parte dell’alta Valdelsa, e della adiacente Val di Pesa, è quello della camperistica, con un export totale che ha raggiunto recentemente il miliardo di euro, portando questa area della Toscana ad essere definita la “camper valley” italiana.Nel territorio sono infatti presenti sia sedi di multinazionali, sia aziende locali di forniture per le varie componenti del camper.
Oltre alla produzione industriale, un'altra voce importante per l'economia locale è rappresentata dalle società di servizi. Si trova per esempio proprio a Poggibonsi: una delle tre sedi regionali del CFNT (Centro Formazione Nuove Tecnologie); il Centro Sperimentale del Mobile e dell'Arredamento (unica realtà in Toscana) che, dopo aver creato mercati in Europa e Medio Oriente, ha da pochi anni permesso al settore del mobile italiano di approdare in Cina; e ancora il CTQ (Centro Toscano per la Qualità), l'Eurobic e molte altre società che sono nate a supporto delle imprese locali ma che sono poi diventate con gli anni punti di riferimento per un vasto territorio che interessa gran parte della Toscana centrale.
Sono ancora attive e diffuse varie attività artigianali, tra le quali è rinomata la realizzazione di oggetti di vetro per l'arredamento.
Altro settore che negli ultimi anni si è andato affermando e che attualmente è in forte espansione è il turismo.
Questo grazie alla riscoperta di molte attrazioni storico culturali recentemente valorizzate, una invidiabile realtà di chiese romaniche, castelli medioevali e ville rinascimentali disseminati sul territorio, ma soprattutto grazie a una posizione geografica fortunata.
Poggibonsi infatti, data la sua centralità rispetto ad importanti città d'arte come San Gimignano, Colle di Val d'Elsa, Firenze e Siena, ma anche Volterra e Pisa, e data l’appartenenza di una parte del territorio comunale all’area delle Colline del Chianti, ha visto crescere la propria capacità ricettiva, con la nascita di moltissime strutture alberghiere e aziende agrituristiche che, oltre a soddisfare la domanda ricettiva, svolgono un importante ruolo di commercializzazione dei prodotti locali dell'agricoltura come l'olio, il miele, lo zafferano e il vino; una piccola parte del territorio di Poggibonsi rientra nell'area di produzione del Chianti e parte di quest'ultima nella DOCG Chianti Classico.

## Infrastrutture e trasporti
Poggibonsi è situata lungo il raccordo autostradale Firenze-Siena, collegato con l'autostrada A1 sia in direzione nord che sud.
La città è collegata con le città di Siena e Firenze anche dalla Ferrovia Centrale Toscana (stazione di Poggibonsi-San Gimignano).
I trasporti su autobus, urbani ed extraurbani, sono gestiti da Autolinee Toscane.

## Amministrazione
Di seguito è presentata una tabella relativa alle amministrazioni che si sono succedute in questo comune.
| Periodo        | Periodo        | Primo cittadino    | Partito                                                        | Carica  | Note   |
| -------------- | -------------- | ------------------ | -------------------------------------------------------------- | ------- | ------ |
| 17 luglio 1985 | 31 maggio 1990 | Marcello Gentilini | Partito Comunista Italiano                                     | Sindaco | [ 14 ] |
| 31 maggio 1990 | 24 aprile 1995 | Fabio Ceccherini   | Partito Democratico della Sinistra, Partito Comunista Italiano | Sindaco | [ 14 ] |
| 24 aprile 1995 | 14 giugno 1999 | Fabio Ceccherini   | Partito Democratico della Sinistra                             | Sindaco | [ 14 ] |
| 14 giugno 1999 | 14 giugno 2004 | Luca Rugi          | centro-sinistra                                                | Sindaco | [ 14 ] |
| 24 giugno 2004 | 8 giugno 2009  | Luca Rugi          | centro-sinistra                                                | Sindaco | [ 14 ] |
| 8 giugno 2009  | 26 maggio 2014 | Lucia Coccheri     | centro-sinistra                                                | Sindaco | [ 14 ] |
| 26 maggio 2014 | 27 maggio 2019 | David Bussagli     | Sinistra Ecologia Libertà, Partito Democratico                 | Sindaco | [ 14 ] |
| 27 maggio 2019 | 27 giugno 2024 | David Bussagli     | Partito Democratico, liste civiche                             | Sindaco | [ 14 ] |
| 27 giugno 2024 | in carica      | Susanna Cenni      | Partito Democratico, liste civiche                             | Sindaco | [ 14 ] |

### Gemellaggi
- Corleto Perticara
- Werne
- Marcq-en-Barœul
- Chiuso-Maggianico di Lecco
- Braga-Pedro Sousa

## Sport
Nel comune hanno sede quattro società calcistiche iscritte alla FIGC: l'US Poggibonsi, l'unica ad aver militato in campionati professionistici, la U.S.D. Virtus Biancoazzurra, la UP Poggibonsese ed il AS Calcio Staggia (squadra della frazione Staggia Senese). La UP Poggibonsese, in quanto società polisportiva, raggruppa sotto la propria insegna numerose squadre di altri sport, prima fra tutte il Calcetto Poggibonsese (calcio a 5), squadra più volte campione italiana, militante in serie B nazionale.
Altre società sportive sono la A.S.D. Poggibonsi Basket, attualmente in Serie D, la US Virtus Pallavolo, nata nel 1961, che milita in serie D, la società Pallamano Poggibonsese, che partecipa ai campionati maschile di serie A2 e femminile di serie B e la società A.S.D. G.S. Tennis Tavolo D.L.F. Poggibonsi, fondata nel 1977, che ha militato nel 2012 nel campionato nazionale di B2.